# أتاري 7800
أتاري 7800 (بالإنجليزية: Atari 7800)‏ هو مشغل ألعاب الفيديو من الجيل الثالث صدر رسميا من قبل شركة أتاري في يناير 1986. يمكن للجهاز تشغيل جميع خراطيش أتاري 2600 تقريبًا، ما يجعله من أول أجهزة التحكم التي تتوافق مع الإصدارات السابقة. أضيف معه نموذج مختلف من عصا التحكم من عصا CX40 وأضيفت معه لعبة Pole Position II. أغلب الألعاب التي أعلن عنها عند الإطلاق كانت ألعاب صالات من بداية الثمانينات.
تم تصميم جهاز 7800 بواسطة شركة جنرال كمبيوتر، وقد قام بتحسين الرسومات كثيرا مقارنة أجهزة أتاري السابقة، ولكن تم استخدام نفس شريحة مهيئ واجهة التلفزيون لتوليد الصوت، والتي تم إطلاقها مع 2600 في عام 1977. وفي محاولة لمنع تدفق الألعاب الرديئة التي ساهمت في انهيار سوق الألعاب عام 1983، كان لا بد من تسجيل الخراطيش رقميًا بواسطة أتاري.
تم الإعلان عن أتاري 7800 لأول مرة في 21 مايو 1984،  ولكن تم تأجيل الإصدار العام حتى مايو 1986 بسبب بيع الشركة. أسقطت شركة أتاري دعمها لنظام 7800، وكذلك جهاز 2600 وعائلة أتاري 8-بت، في 1 يناير 1992.

## من ألعابه
- ماريو برذرز
- باك مان
- دونكي كونغ
- دونكي كونغ جونيور
- ديغ دوغ

## وصلات خارجية
- Atari 7800 Games Review Guide
- AtariAge – Comprehensive Atari 7800 database and information
- Atari 7800 Information & Resources
- Atari Museum – Technical files archive
- Atari Museum – Full History of the Atari 7800